# Кассай, Фернандер
Фернандер Кассай (фр. Fernander Kassaï; 1 июля 1987, Бимбо, ЦАР) — центрально-африканский футболист, защитник. Выступал за сборную ЦАР.

## Клубная карьера
Когда ему было четыре года его семья перебралась из ЦАР во Францию. Воспитанник футбольного клуба «Ле-Ман». В 2005 году начал играть за дублирующую команду в четвёртом дивизионе Франции. На правах аренды играл за «Руан» (2008—2009) и «Роморантен» (2009—2010). В основную команду «Ле-Мана» был переведён в 2012 году. Его официальный дебют в Лиге 2 состоялся 4 мая 2012 года в матче против «Бастии» (3:0). По итогам сезона 2012/13 команда заняла 18 место и вылетела в низший дивизион.
В 2014 году перешёл в другой французский клуб, «Гренобль», за которую провел пять игр в третьем по силе дивизионе. В сентябре 2014 года стал игроком болгарской «Славии» из Софии.
Летом 2015 года перешёл на правах аренды в казахстанский «Иртыш», который тогда возглавлял Димитар Димитров. 20 июня 2015 года дебютировал в чемпионате Казахстана в матче против «Окжетпеса» (1:0). В павлодарской команде стал одним из лидеров и вывел «Иртыш» в шестёрку лучших.
Накануне старта сезона 2016 года его контракт у «Славии» выкупил костанайский «Тобол». Кассай — участник Лиги Европы УЕФА сезонов 2018/19 и 2019/20. Вместе с командой завоевал бронзовые награды сезона 2018 года. Свой сотый матч в КПЛ провёл в 2019 году против «Иртыша». По собственным словам, в январе 2020 года был отстранён руководством клуба от тренировок, после чего начал судебный процесс в рамках ФИФА с требованием компенсации от клуба 600 тысяч долларов. В ноябре 2020 года ФИФА вынесло решение в пользу Кассая.
Завершил карьеру игрока в 2020 году в стане румынского клуба «Газ Метан».

## Карьера в сборной
В составе сборной ЦАР дебютировал 10 октября 2010 года в матче против Алжира (2:0). За сборную играл до 2018 года, проведя в её составе 17 матчей.

## Достижения
«Тобол»
- Бронзовый призёр чемпионата Казахстана: 2018